# (25157) Fabian
(25157) Fabian est un astéroïde de la ceinture principale.

## Description
(25157) Fabian est un astéroïde de la ceinture principale. Il fut découvert le 16 septembre 1998 à la station Anderson Mesa par le programme LONEOS. Il présente une orbite caractérisée par un demi-grand axe de 3,10 UA, une excentricité de 0,19 et une inclinaison de 1,4° par rapport à l'écliptique.